# Виноградовка (Амурская область)
Виногра́довка — село в Бурейском районе Амурской области России. Административный центр и единственный населённый пункт Виноградовского сельсовета.

## География
Село находится в верховьях реки Асташиха (правый приток Буреи), на расстоянии 45 км (через Зельвино, Прогресс и Бурею) к юго-западу от посёлка городского типа Новобурейский, административного центра района.
Дорога к селу Виноградовка идёт на юг от Зельвино (городской округ город Райчихинск).
На юг от села Виноградовка идёт дорога к сёлам Алексеевка и Асташиха.

## Население
| 2002 | 2010 | 2012 | 2013 | 2014 | 2015 | 2016 |
| ---- | ---- | ---- | ---- | ---- | ---- | ---- |
| 622  | ↘526 | ↘519 | ↘492 | ↘483 | ↘476 | ↘470 |
| 2017 | 2018 |      |      |      |      |      |
| ↘454 | ↘438 |      |      |      |      |      |

## Улицы
| - ул. 60 лет Октября, - ул. Верхняя, - пер. Кузнечный, - ул. Лесная, | - ул. Новая, - ул. Центральная, - пер. Школьный. |

## Экономика
Сельскохозяйственные предприятия Амурской области.